# Alta tensión eléctrica

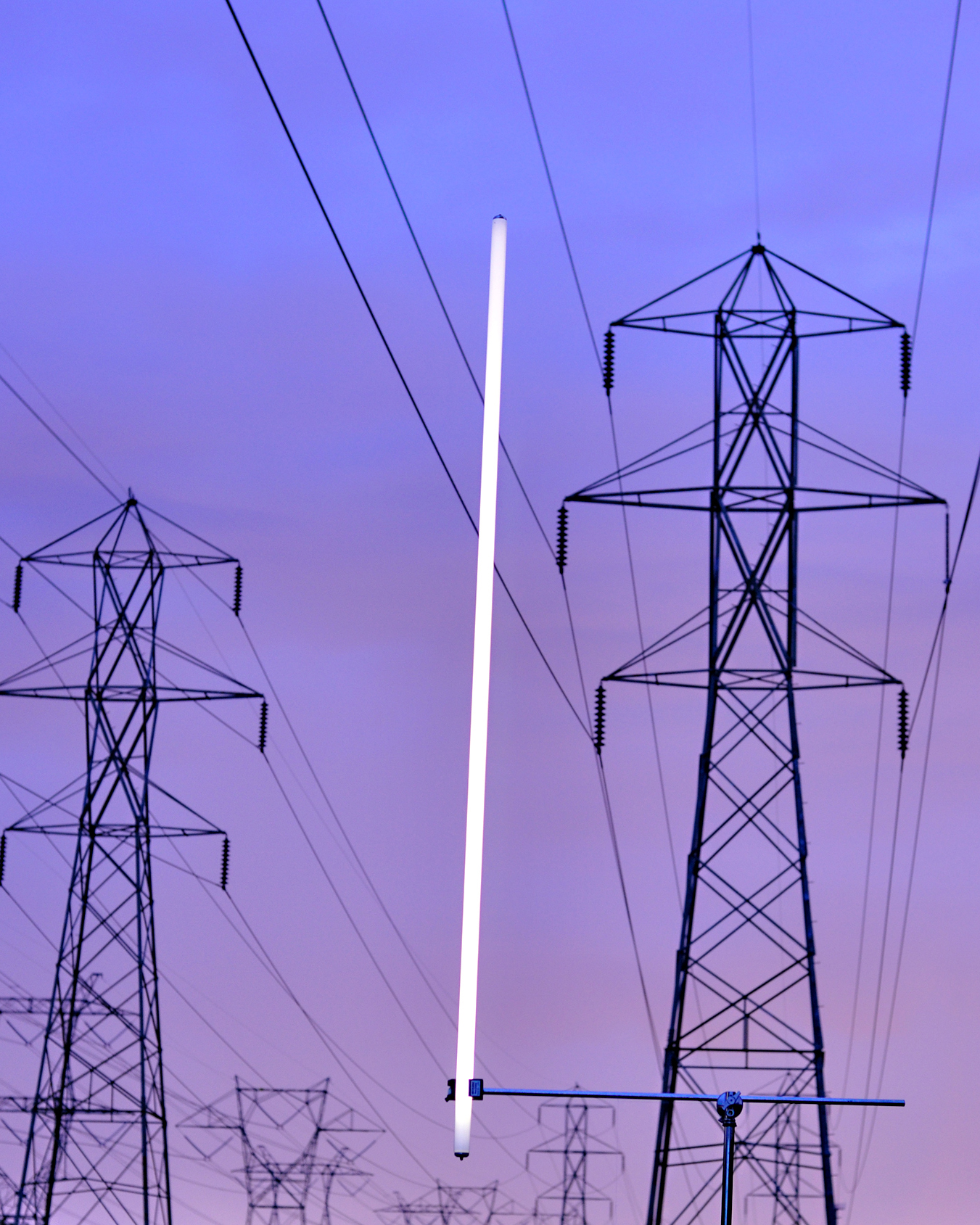
La lámpara fluorescente en esta fotografía se ilumina por el intenso campo eléctrico alternante que existe cerca de las líneas de alta tensión arriba. Es una forma de acoplamiento capacitivo. La lámpara no es parte de la línea de transmisión; se colocó a propósito de demostración.

Los sistemas de alta tensión eléctrica son aquellos que emplean corrientes eléctricas con una mayor tensión eficaz nominal, preestablecida para minimizar las pérdidas en el transporte de energía eléctrica.
No existe ninguna transición física abrupta que marque el límite entre baja tensión y alta tensión; el límite se establece por acuerdo. La Comisión Electrotécnica Internacional (CEI) usa los siguientes límites en muchas de sus publicaciones (aunque no la denomina explícitamente «alta tensión»): para CA hasta 1 000  V, para CC hasta 1 500 V.
En baja tensión, el principal riesgo para humanos y animales es de choque eléctrico por contacto directo con un conductor energizado sin aislante. Cuanto mayor la tensión, mayor es el riesgo de arco eléctrico sin necesidad de contacto directo. Por eso en las líneas de alta tensión aéreas los conductores se mantienen a una distancia considerable entre ellos. Como una aproximación: debajo de 1000 V para que exista un arco eléctrico sostenido, se necesita que previamente haya existido contacto directo entre conductores. Incluso a tensiones menores, accionar interruptores crea arcos eléctricos pequeños y transitorios que pueden iniciar una explosión si hay una fuga de gas combustible.

## Motivo para su utilización
Para transmitir la energía eléctrica a grandes distancias, minimizando las pérdidas y la cantidad de conductor que se emplea, es necesario elevar la tensión de transporte. Los sistemas de transmisión de energía eléctrica son casi siempre trifásicos. La tensión eficaz entre fases en circuitos de transmisión varía entre 69000 V y  150000 V. A forma de comparación, la tensión doméstica es 230 V en Europa y la mayor parte del mundo, 127 V en México y 120 V en Estados Unidos.
Para baja tensión se usan cables con aislamiento plástico extruido sobre el conductor metálico. Para alta tensión, se usan cables desnudos aéreos, cables coaxiales especiales (diferentes a los que se usan en telecomunicaciones) en los que el conductor externo se utiliza como pantalla para detener y uniformizar lo que viene a ser el campo eléctrico.
Un aumento de tensión significa una disminución de la intensidad que circula por la línea, para transportar la misma potencia, y por tanto, las pérdidas por calentamiento de los conductores y por efectos electromagnéticos. A mayor tensión, menor intensidad y, en consecuencia, menor pérdida energética, lo cual es muy importante si se toma en consideración el hecho de que las líneas de alta tensión suelen recorrer largas distancias.
Además de una mayor intensidad, requiere de conductores de mayor sección, y en consecuencia, con un mayor peso por unidad de longitud. Por todos estos factores, se eleva la tensión de transporte, reduciendo la intensidad y abaratando los costes de transporte.
Se argumenta que las líneas de alta tensión afectan el medio ambiente y a la gente que vive cerca de las líneas de transmisión, por la radiación emitida, pero no hay ninguna prueba de que esto sea así dentro de los límites establecidos por la reglamentación. Por otro lado, dicha contaminación electromagnética permite el ahorro económico a las empresas u organismos de distribución eléctrica de transportar la potencia a una tensión elevada, así como de las familias, al reducir las pérdidas del sistema eléctrico en forma de calor y no requerir por ello un mayor número de centrales eléctricas para cubrir la demanda, encareciendo con ello la factura eléctrica. En algunos países se compensa económicamente a la gente que vive bajo o en las inmediaciones de las líneas de alta tensión.[cita requerida]

## Clasificación en España de líneas de alta tensión (según el Real Decreto 223/2008)

### Líneas de 3.ª categoría
En la industria eléctrica, se emplea el término «media Tensión» para referirse a instalaciones con tensiones nominales entre 1 y 36 kV (kilovoltios).
- Tensión nominal: Superior a 1 kV e igual o inferior a 30 kV
- Tensiones normalizadas: 3 kV, 6 kV, 10 kV, 15 kV, 20 kV, 25 kV, 30 kV.
- Usos: Generación, distribución y clientes industriales y terciarios.

### Líneas de 2.ª categoría
- Tensión nominal: Superior a 30 kV e igual o inferior 66 kV.
- Tensiones normalizadas: 45 kV, 66 kV.
- Usos: Distribución.

### Líneas de 1.ª categoría
- Tensión nominal: Superior a 66 kV e inferior a 220 kV.
- Tensiones normalizadas: 110 kV, 132 kV, 150 kV.
- Usos: Transporte y distribución.

### Líneas de categoría especial
- Tensión nominal: Igual o superior a 220 kV.
- Tensiones normalizadas: 220 kV y 400 kV
- Usos: Transporte a grandes distancias.